# Răzbunarea Sfântului (film)
Răzbunarea Sfântului (atunci grafiat Răzbunarea Sfîntului, titlul original: în engleză Vendetta for the Saint) este un film de acțiune englez, realizat în 1969 de regizorul Jim O'Connolly, după romanul omonim al scriitorului Leslie Charteris, avându-l erou pe Simon Templar.
Protagoniștii filmului sunt actorii Roger Moore, Ian Hendry, Rosemary Dexter și Aimi MacDonald. 

## Rezumat
Amplasat pe un fundal sicilian atrăgător, însorit, acest film îl găsește pe Simon Templar, un hoț elegant și un om ocupat etic, revoltat când un bancher britanic este ucis după ce recunoaște un vechi coleg devenit cap al mafiei.

## Distribuție
- Roger Moore – Simon Templar
- Ian Hendry – Alessandro Destamio
- Rosemary Dexter – Gina Destamio
- Aimi MacDonald – Lily
- George Pastell – Marco Ponti
- Marie Burke – Donna Maria
- Finlay Currie – Don Pasquale
- Fulton Mackay – James Euston
- Alex Scott – primarul
- Peter Madden – unchiul
- Anthony Newlands – doctorul
- Guy Deghy – maresciallo
- Edward Evans – directorul băncii
- Eileen Way – menajera
- Peter Kristof – Giorgio
- Steve Plytas – Cirano
- Agath Angelos – portarul
- Gábor Baraker – barmanul
- Steven Berkoff – Bertoli
- Hal Galili – automobilistul
- Charles Houston – recepționerul hotelului
- Gertan Klauber – Renato
- Ricardo Montez – Nino
- Malya Nappi – o angajată
- Salmaan Peerzada – angajatul companiei aeriene
- Derek Sydney – maistrul
- Ernst Walder – un polițist
- Pauline Chamberlain – doamna de la club
- Maxwell Craig – un membru al bandei
- Leslie Crawford – șoferul
- Frank Pisani – actorul

## Trivia
- Filmul a fost realizat din două episoade din serialul Sfântul (1962-1969), editate împreună pentru a fi lansat pe marele ecran.